# 腾达镇
腾达镇（邮政式拼音：Tengta Chen）是中华人民共和国四川省宜宾市筠连县下辖的一个镇，位于筠连县东北部，东隔南广河与珙县沐滩镇相望，南接巡司镇与沐爱镇，西邻筠连镇，北靠高县蕉村镇。镇政府驻腾达场社区文明街18号，距县城直线距离15公里，公路里程18公里。

## 历史沿革
腾达镇地域在明代属叙州府高县管辖，清雍正八年（1730年）划归筠连县，时称“腾达乡”。民国时期设腾达联保，1949年后沿袭乡制。1992年9月，经四川省人民政府批准撤销腾达乡设立腾达镇，原向阳乡部分村组并入。2019年村级区划调整后，辖15个行政村、1个农村社区和1个城镇社区。

## 地理环境
腾达镇地处云贵高原北缘向四川盆地过渡地带，属典型的丘陵山区地形，地势西北高东南低，海拔在420-850米之间。地质构造属华南褶皱系，出露地层主要为侏罗纪沙溪庙组砂泥岩。境内有南广河、巡司河、水茨沟等河流，其中南广河为长江三级支流，境内流长12.5公里。
属亚热带季风气候，年均气温17.5℃，一月均温6.8℃，七月均温26.4℃；年降水量1180毫米，集中在5-9月；无霜期长达340天。土壤以紫色土和黄壤为主，森林覆盖率42.3%，主要树种为马尾松、杉木和油茶。

## 行政区划
截至2023年，腾达镇下辖：
- 城镇社区：腾达场社区
- 农村社区：春风社区
- 行政村（15个）：新民村、利坪村、小溪村、官井村、海灯村、建设村、新合村、王合村、龙井村、千秋村、冒水村、泉水村、平寨村、向阳村、顺河村

其中春风村为全国文明村、四川省乡村振兴示范村，新民村为传统苗族聚居村。

## 经济
腾达镇经济以农业为主，2022年地区生产总值6.8亿元，其中第一产业占比58.3%。主要农产品包括：
- 茶叶：种植面积3.2万亩，年产鲜叶1.5万吨，主要品种有“乌牛早”、“福鼎大白”等，建有标准化茶叶加工厂7家，"春风云雾"品牌获国家地理标志保护[9]。
- 水果：以李、梨为主，春风村“半边红”李子种植面积5000亩，年产量3000吨，通过电商平台销往全国[10]。
- 养殖业：2023年建成现代化生猪养殖场3个，年出栏生猪5万头；另有林下土鸡养殖基地2个[11]。

工业以农产品加工为主，有茶叶精制厂、竹木加工厂等小微企业23家。第三产业以乡村旅游为特色，春风村每年举办“李花节”和“采茶节”，2023年接待游客62万人次，旅游综合收入1.2亿元。

## 基础设施
- 交通：境内有县道XQ23线（腾达-巡司）穿镇而过，村道硬化率100%。2023年开通腾达至筠连县城公交线路（206路）[13]。
- 水利：建有集中供水站5座，覆盖全镇90%人口；完成南广河防洪治理工程3.2公里[14]。
- 能源：实现电网改造全覆盖，天然气入户率65%，建有光伏发电站2座[15]。

## 社会事业
- 教育：有镇中心校1所（九年一贯制）、村小3所，在校生1268人；幼儿园5所（含民办2所）[16]。
- 医疗：设镇卫生院1所（一级甲等），床位30张；村卫生室15个，实现“一村一医”[17]。
- 文化：建有镇文化站1个、村文化室16个，春风村农民艺术团定期开展川剧、苗族芦笙舞表演[18]。

## 著名人物
- 王家元：全国人大代表、春风村党委书记，获“全国优秀共产党员”称号[19]。
- 李国琼（女）：春风村茶农，全国劳动模范，带动200余户村民种茶致富[20]。